# Двориште (Кюстендильська область)
Дво́риште (болг. Дворище) — село в Кюстендильській області Болгарії. Входить до складу общини Кюстендил.

## Населення
За даними перепису населення 2011 року у селі проживали 159 осіб.
Національний склад населення села:
| Національність   | Кількість осіб | Відсоток |
| ---------------- | -------------- | -------- |
| болгари          | 149            | 96,1%    |
| турки            | 0              | 0%       |
| цигани           | 0              | 0%       |
| інша             | 6              | 3,9%     |
| не визначились   | 0              | 0%       |
| Всього відповіли | 155            |          |

Розподіл населення за віком у 2011 році:
Динаміка населення: